# 亚历山大·因诺肯季耶维奇·托尔马乔夫
亚历山大·因诺肯季耶维奇·托尔马乔夫（羅馬化：Aleksandr Innokent'yevich Tolmachyov；1903年9月21日—1979年11月16日）是二十世纪俄罗斯和苏联植物学家和植物地理学家，也是俄罗斯北极植物区系的顶尖专家。他是一套重要的多卷本集《俄罗斯北极植物志 - 对前苏联北极地区发生的维管植物的批判性评论》的编辑，该书由J·G帕克编辑，由G·C·D·格里菲斯翻译成英文。